# Iéna
Pour les articles homonymes, voir Iéna (homonymie) et Jena.

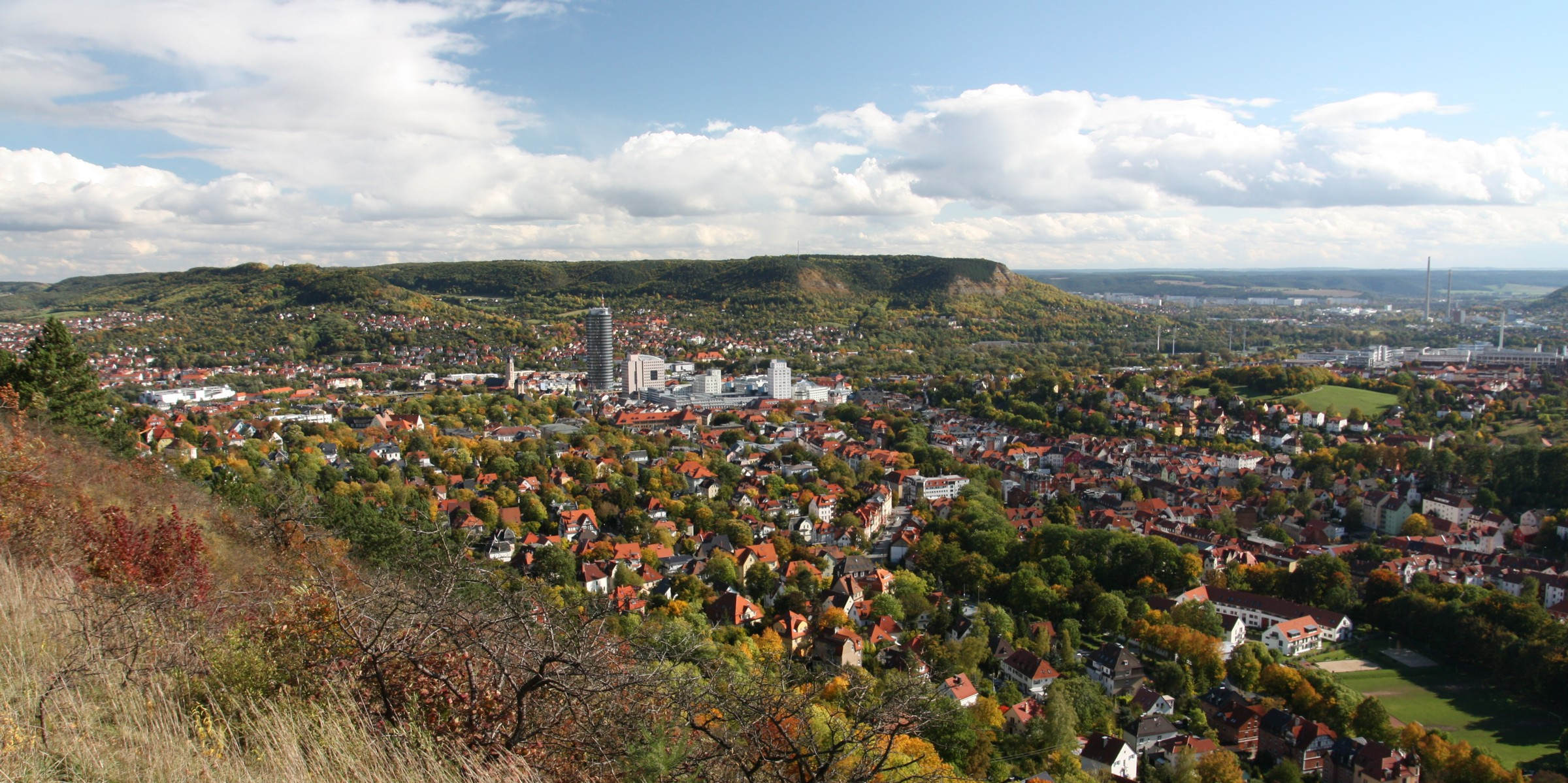
Vue sur le centre de la ville.

Iéna (Jena en allemand, prononcé en allemand : [ˈjeːna] )  est une ville allemande en Thuringe, dans la région métropolitaine d'Allemagne centrale. Située dans la vallée de la Saale, elle est, avec près de 111 000 habitants (2022), la deuxième plus grande ville de Thuringe après Erfurt, la capitale du Land, et l'un des trois centres supérieurs de ce Land.
C'est à Iéna que se trouve l'université Friedrich-Schiller d'Iéna, fondée en 1558 et qui, avec plus de 16 000 étudiants, est la plus grande université de Thuringe. Iéna a commencé à se développer en tant que ville industrielle à partir de la construction de la Saalbahn (voie ferrée) en 1874. 
Elle est un centre de l'industrie allemande de l'optique et de la mécanique de précision autour de l'entreprise Carl Zeiss. Le combinat Carl Zeiss, qui employait environ 60 000 personnes, était le plus grand combinat de la RDA. Après la réunification allemande en 1990, Iéna s'est transformée de centre industriel en centre éducatif et scientifique. De nombreux laboratoires de recherche et instituts ont leur siège dans cette ville.

## Histoire
| Appartenances historiques Seigneurie de Lobdeburg 1182–1331 ; Landgraviat de Thuringe 1331–1482 ; Électorat de Saxe 1482-1547 ; Duché de Saxe 1547-1572 ; Duché de Saxe-Weimar 1572–1672 ; Duché de Saxe-Iéna 1672–1690 ; Duché de Saxe-Weimar 1690–1809 ; Grand-duché de Saxe-Weimar-Eisenach 1809-1871 ; Empire allemand 1871–1918 ; République de Weimar 1918–1933 ; Reich allemand 1933–1945 ; Allemagne occupée 1945–1949 ; République démocratique allemande 1949–1990 ; Allemagne 1990–présent |

### Moyen Âge
La ville d'Iéna fut évoquée pour la première fois en 1182. Les historiens mettent aujourd'hui en cause l'assimilation, longtemps acceptée, d'Iéna avec la colonie germanique de Jani, déjà évoquée par le livre terrier de Hersfeld (fin du IXe siècle).
Selon une autre théorie, le nom de la ville proviendrait du quartier de Wenigenjena, où l'on a retrouvé de multiples vestiges des VIIIe et IXe siècles autour de l’église Schiller. Dans les textes en latin, Iéna est appelée l’« Athènes de la Saale » (Athenæ ad Salam).
Les seigneurs de Lobdeburg, maîtres depuis le XIIe siècle d'Iéna, la proclamèrent ville en 1230, et bientôt la dotèrent de remparts. Elle eut en 1275 l'autorisation de former un conseil d'échevins. Au XIVe siècle, elle était siège de prévôté.
En 1365, elle se dotait d'une cour de basse-justice puis, même en 1429, d'une cour de haute-justice. Le développement du vignoble enrichit les propriétaires. La construction du monastère des Dominicains remonte à 1286 ; celle du couvent cistercien, près de l'église Saint-Michel, à 1301.
Avec la décadence des Lobdeburg, les comtes de Schwartzbourg et les Wettin gagnèrent en influence. Les Wettin prennent le contrôle de la ville à partir de 1331.
En 1332, ils accordèrent à Iéna la charte des droits de Gotha. La prospérité de la ville se manifeste avec la reconstruction de l'église Saint-Michel et de l'hôtel de ville à la fin du XIVe siècle. Le couvent des Carmélites s'établit en 1414.
Puis en 1423, Iéna est rattachée au duché de Saxe, dont les princes de Wettin héritent à l'extinction de la dynastie des Ascaniens. Lors de la succession de Leipzig (1485), Iéna demeurera dans le domaine héréditaire de la branche ernestine des Wettin.

### La Réforme et ses conséquences

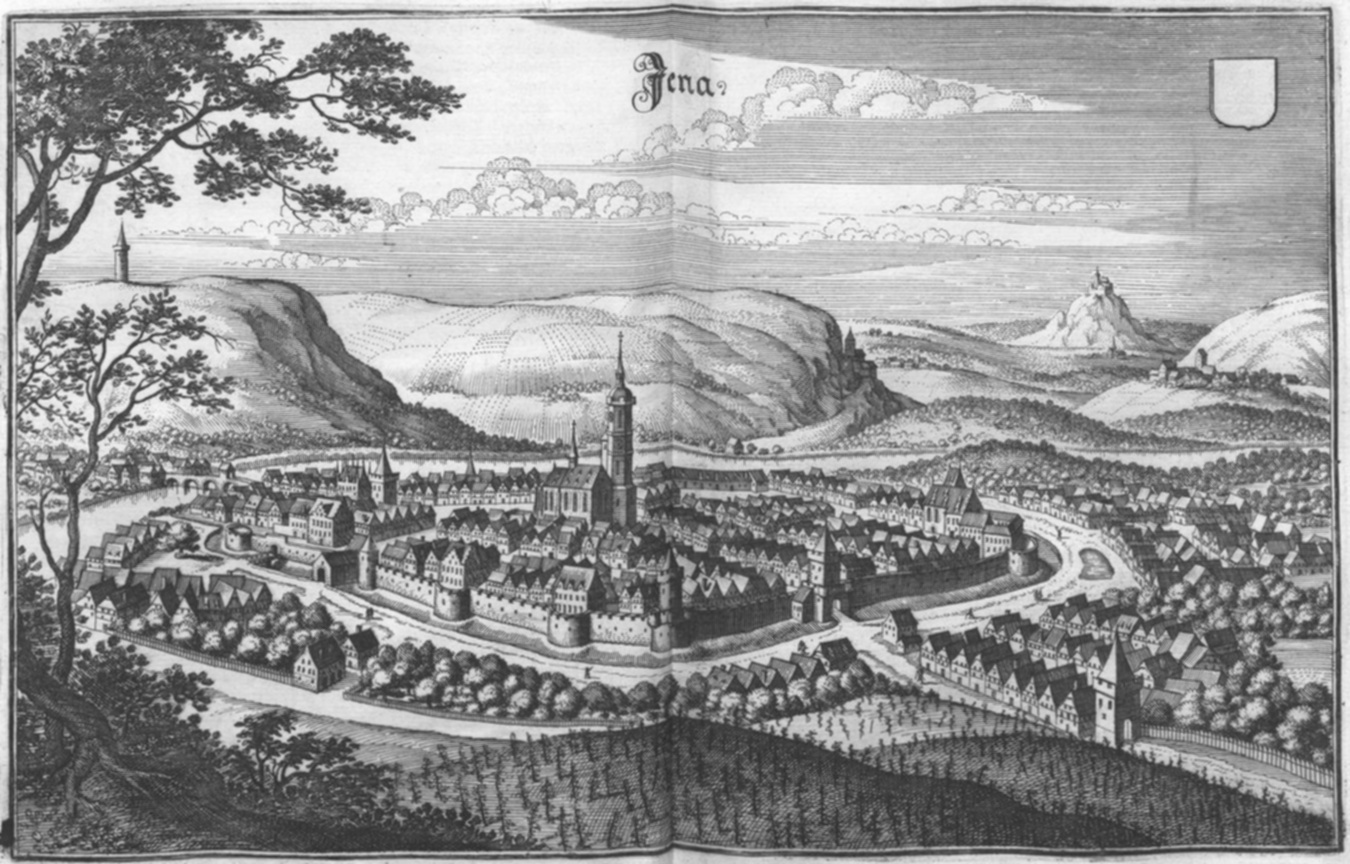
Iéna vers 1650.

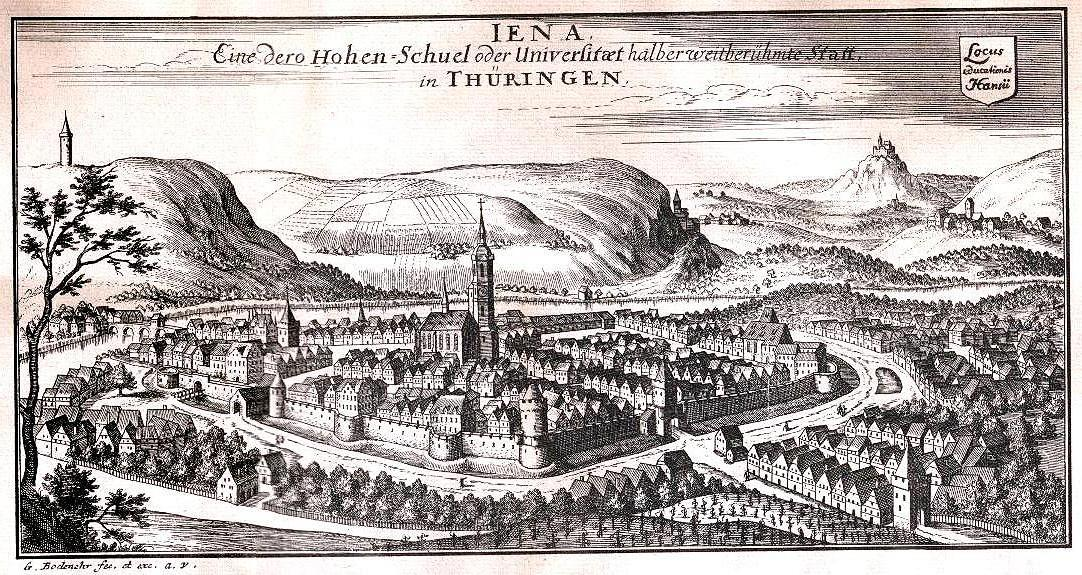
Iéna d'après Bodenehr vers 1720.

La Réforme gagna la ville en 1523 avec les prêches enflammés du théologien Martin Reinhardt, qui dut partir l'année suivante à la suite des attaques de Martin Luther. En 1525, les paysans et une partie des citadins détruisirent le couvent des carmélites et pillèrent le monastère des dominicains. Les Ernestins défaits lors de la guerre de Smalkalde en 1546-47, durent renoncer à la charge d’électeur de Saxe. Iéna fut désormais rattachée au duché de Saxe. La dissolution de l’université de Wittemberg, en 1548, fut à peine compensée par l’ouverture d'un lycée (Hohe Schule) dominicain, qui devait dès 1558 constituer le noyau de l'université d'Iéna.
La création d'un présidial et d'une cour de justice en 1566, avec toute l'importance que cela eut pour l'application du droit en Thuringe, sont liées à ces événements. L'arrivée de l'imprimerie, qui gagna la région au début du XVIe siècle, est, elle aussi, liée à la création de l’université : au début du XVIIe siècle, Iéna tenait, pour le nombre de livres imprimés, la troisième place derrière Leipzig et Wittemberg. Même après le partage de 1572, l’université demeura sous protection des Ernestins, alors que la ville était annexée au duché de Weimar.
Pour peu de temps (1672–1690), Iéna devint capitale d'une principauté autonome de Saxe-Iéna, dont les ducs firent construire (1471) puis agrandir (1662) le château de la ville pour y vivre. Leur administration était logée en ville jusqu'en 1809. À la mort du duc de Saxe-Iéna, en 1692, la ville échut à la lignée ernestine de Saxe-Eisenach puis en 1741 au duché de Saxe-Weimar, avant d'être annexée en 1815 au grand-duché de Saxe-Weimar-Eisenach, auquel elle resta attachée jusqu'en 1918.
Au fil des disputes théologiques de la fin du XVIe siècle, l'université s'imposa comme le centre de l’orthodoxie luthérienne avec Matthias Flacius ; à la fin de la guerre de Trente Ans, elle connut son apogée et avec quelque 1 800 étudiants, elle était, de 1706 à 1720, la plus grande université allemande. L'âge baroque en Thuringe se distingua par l'exubérance de ses édifices. La cour ducale donnait le ton pour la culture artistique et en particulier musicale avec l'ouverture du Collegium Musicum en 1570, qui avec la réorganisation de 1769 pourvoira aux « Concerts académiques » jusqu'au XXe siècle .

### L'Université et la naissance du Premier Romantisme
Le déclin du vignoble et de l'imprimerie à la fin du XVIIIe siècle provoquèrent une récession à Iéna, et en 1788 la ville fut même mise en tutelle. Mais sous le règne éclairé de Charles-Auguste (de 1775 à 1828) et de son ministre Goethe, la ville reçut les Lumières de l'École de Weimar, ce qui suscita la renaissance de l'université. Goethe y consacra tout son zèle, pédagogique et administratif. C’est là qu'en 1794, il se lia d'amitié avec Friedrich Schiller, qui depuis 1789 était professeur et vécut jusqu'en 1799 à Iéna.
L'université recruta une pléiade de talents, avec notamment Johann Gottlieb Fichte (1794), Schelling (1798), Hegel (1801-07), faisant de la ville le centre de l'idéalisme allemand, mais aussi du premier mouvement romantique, avec Auguste Schlegel, sa femme Caroline, Friedrich Schlegel, Ludwig Tieck, Clemens Brentano et Novalis. L’Allgemeine Literatur-Zeitung, premier journal littéraire d'Allemagne, qui parut de 1785 à 1803, ajouta encore au rayonnement d'Iéna. L'université, qui jouit pendant vingt-cinq ans d'une réputation de liberté inédite dans le pays, perdit pourtant rapidement de son crédit après 1800 avec le départ de certains de ses plus éminents professeurs (démission de Fichte en 1799).

### Bataille d’Iéna

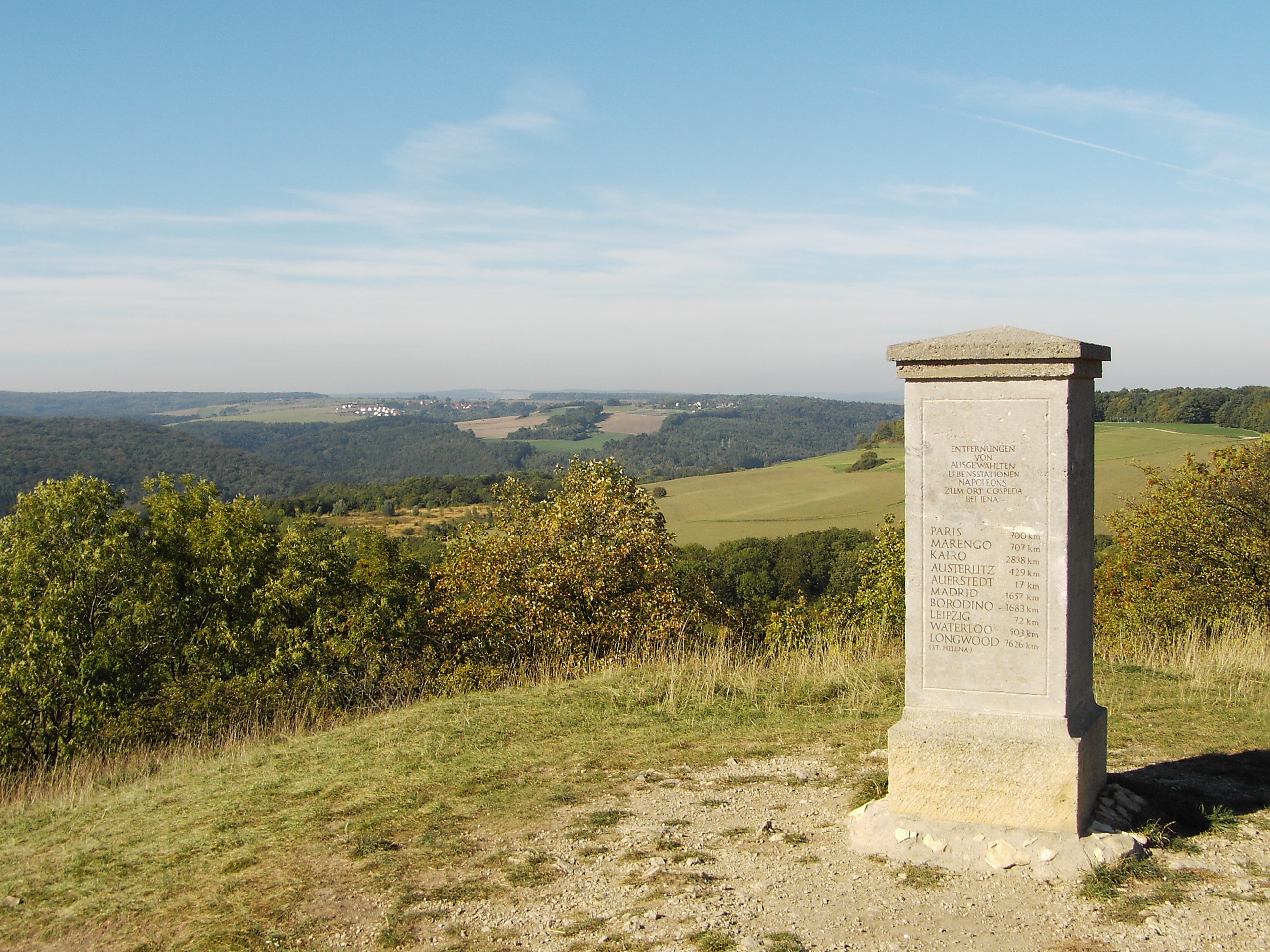
Napoleonstein, monument commémoratif de la victoire de Napoléon à Iéna.

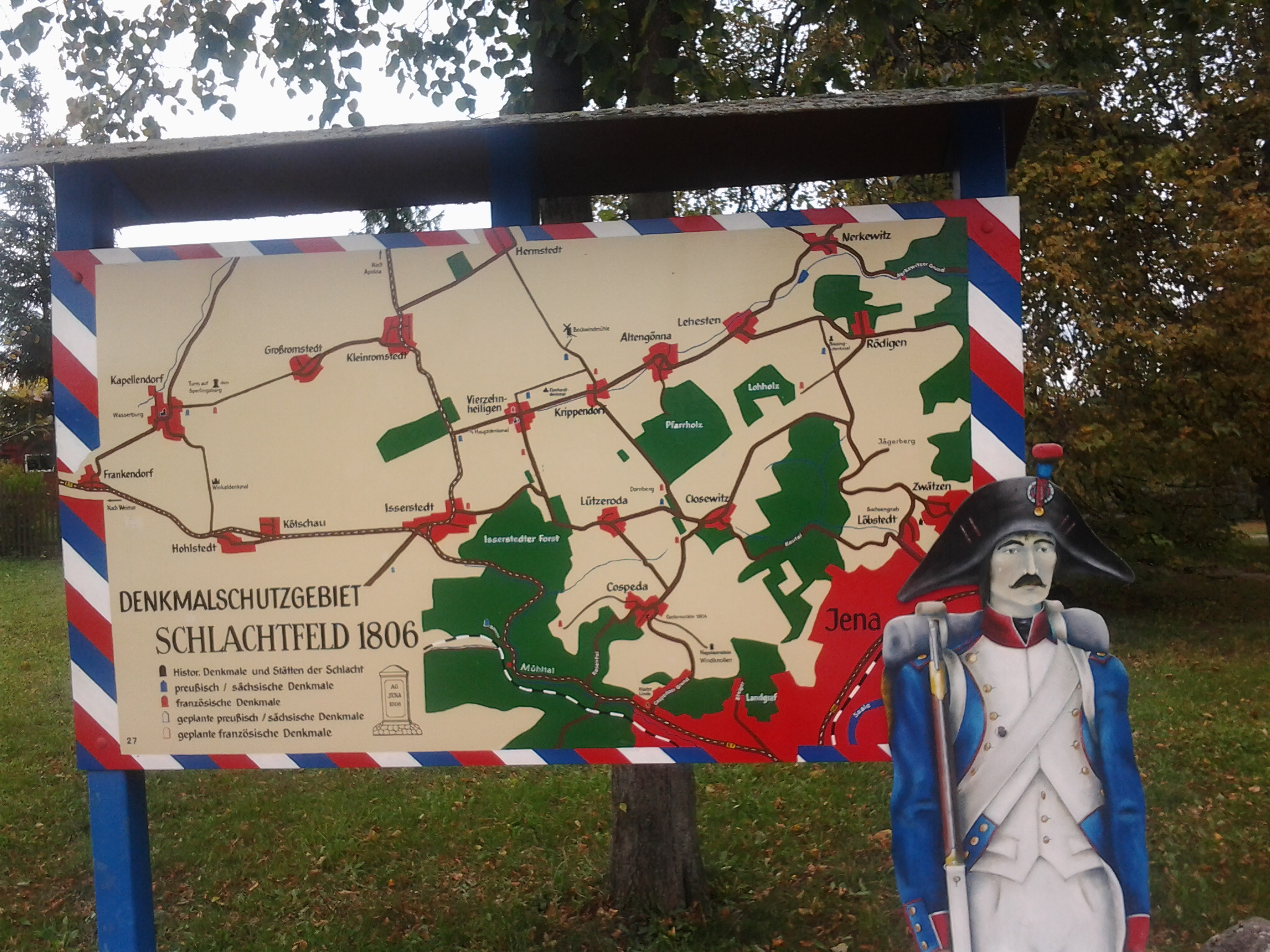
Carte du champ de bataille et des monuments sur un panneau à Cospeda près d'Iéna.

La bataille d'Iéna en 1806 est une victoire décisive de Napoléon Ier sur les Prussiens. Après Austerlitz, la Prusse avait signé une alliance de circonstance avec Napoléon (alors qu'elle voulait lui déclarer la guerre). Mais cette alliance ne dura pas. La Prusse, en paix avec la France depuis 1795, décida d'entrer en guerre après des provocations envers l'ambassade française de Berlin. La reine poussait notamment à la guerre.
Napoléon développa son habileté habituelle : rapidité et audace. L'armée prussienne, qui se croit encore la première d'Europe, est surprise à Iéna, après que Napoléon eut grimpé sur le plateau de la bataille par une audacieuse manœuvre. Les Prussiens ont divisé leur armée en deux corps. Napoléon affronte les forces prussiennes avec 60 000 hommes, il en a environ 80 000. La bataille tourne rapidement à l'avantage des Français ; les Prussiens battent en retraite dans un désordre certain.
Le désordre redouble quand l'armée en déroute rencontre le reste de l'armée prussienne en fuite. En effet, au même moment, le corps d'armée du maréchal Davout a battu le gros de l'armée prussienne à Auerstaedt, malgré son infériorité numérique écrasante (1 contre 2). Les fuyards se mélangent et c'est la panique totale. L'armée fuit, poursuivie par les Français et se désagrège. En une journée de bataille et 15 jours de poursuite, l'armée prussienne est totalement détruite et démoralisée. La forteresse de Stettin notamment se rend au général Lasalle sans se battre.
C'est un choc terrible pour la Prusse et les pays d’Allemagne. Au traité de Tilsit qui suit, le royaume de Prusse perd la moitié de son territoire et doit régler d'énormes réparations de guerre. C'est sous le coup de cette humiliation que va prendre naissance le nationalisme prussien. Les ministres Stein et von Hardenberg proposent leur analyse de la défaite et entreprennent désormais de moderniser le royaume pour relever le défi français.

### Seconde Guerre mondiale
La ville est prise par les unités du 8e corps de la 3e Armée US le 13 avril 1945.

### La ville depuis 1945
Dans le cadre de la Reconstruction, l'Université d'Iéna fut la première université allemande à reprendre les cours (le 15 octobre 1945). En 1946, les deux fleurons industriels de la ville — les entreprises Zeiss et Schott AG — furent démantelés à 94 % et 300 spécialistes des deux groupes furent envoyés en URSS pour aider au transfert de la production dans ce pays. Le combinat pharmaceutique VEB Jenapharm voit le jour en 1950. En 1952, avec la formation de la République démocratique allemande (RDA), Iéna est rattachée au District de Gera.
À Iéna, l'insurrection de juin 1953 en Allemagne de l'Est provoque la manifestation de 30 000 citoyens : les manifestants exigent la démission du gouvernement, la tenue d'élections libres et, à terme, la réunification du pays. Le siège du Parti socialiste unifié d'Allemagne (SED) est dévasté, la prison de Steiger est prise d'assaut (61 détenus seront libérés), les bâtiments des organisations officielles et le commissariat de la Stasi sont pillés. Des chars soviétiques sont envoyés dans la ville pour réprimer les émeutes, le couvre-feu est instauré et plus de 100 individus sont interpellés. Le 18 juin 1953, un soudeur originaire d'Iéna, Alfred Diener (1927-1953), est exécuté dans les locaux de l'État-major soviétique de Weimar. Avec deux délégués des mines de charbon, il avait pénétré dans le bureau du Premier Secrétaire du SED pour lui présenter le programme des manifestants. Plusieurs meneurs seront condamnés à des peines de prison de plusieurs années.
L'architecture des grands ensembles ne gagne Iéna qu'en 1957. De 1965 à 1975, le quartier de logements collectifs Lobeda-West sort de terre. Dans le cadre de la réforme urbaine du Centre-ville entreprise en 1968, le vieux centre historique et la grand-place, l’Eichplatz, sont rasés, et le chêne centenaire Carl Horn planté en 1816 est abattu. À la périphérie de l'espace ainsi dégagé, les autorités édifient une « Tour de l’Université » (JenTower), qui est depuis l'un des monuments-symboles de la ville. La même année, la troupe Jenaer Madrigalkreis, le chœur de la Philharmonie d'Iéna voient le jour. En 1969, l'orchestre symphonique devient la Philharmonie d'Iéna.
Un nouveau grand ensemble, Lobeda-Ost, est édifié entre 1971 à 1983, faisant franchir à la population de la ville la barre des 100 000 habitants en 1975 : Iéna passe ainsi au 14e rang des villes de RDA. Le quartier de Rähmen est aménagé en 1986. Au cours des années 1970, cette ville de Thuringe devient le foyer de nombreux groupes d’opposants au régime et au début des années 1980, les activistes du Weißer Kreis commencent à organiser les évasions vers l’Ouest.
En 1989, avec l'instauration de la perestroïka en RDA, une manifestation regroupant quelque 40 000 personnes put être organisée sur la Place des Cosmonautes (redevenue aujourd'hui Eichplatz) : c'était la plus grosse manifestation que la ville ait connue. Jusqu'en 1991, la 79e division blindée des Forces d'occupation soviétiques était stationnée à Iéna. Lors de la réforme administrative du 1er juillet 1994, l'arrondissement d'Iéna a été annexé à l’arrondissement de Saale-Holzland.
Entre 1995 et 1997, Iéna a été le théâtre de plusieurs incidents liés aux mouvements d'extrême droite. Au mois de novembre 2011, la police a découvert que quelques membres du groupuscule néonazi Nationalsozialistischer Untergrund préparaient des assassinats et des attentats à travers le pays.

## Climat
Iéna fait partie des régions d'Allemagne particulièrement favorisées sur le plan climatique. Cependant, en raison de cette situation, Iéna est particulièrement touchée par les effets du changement climatique, ce qui rend nécessaires des mesures d'adaptation. La forte réflexion des rayons du soleil sur les versants abrupts de la vallée produit un printemps précoce et doux, un été chaud, un automne long et chaud et un hiver doux. Avec une température annuelle moyenne de 10,3 °C (1981-2010), Iéna fait partie des endroits les plus chauds d'Allemagne centrale. Sur les hauts plateaux situés 200 à 250 m plus haut et dans les régions limitrophes à l'est et au sud, la température moyenne annuelle est déjà inférieure de 1 à 1,5 °C. À cela s'ajoute la situation à l'abri du vent, car le tracé de la vallée oriente la plupart du temps les vents dans le sens nord-sud et les affaiblit. Les montagnes moyennes qui entourent le bassin de Thuringe font écran aux précipitations. La quantité annuelle de précipitations n'est que de 570 à 680 litres par mètre carré ; la plus grande partie tombe pendant les mois d'été. En raison de son microclimat chaud, la région d'Iéna est également appelée la Toscane de Thuringe ou la Toscane de l'Est.
| Mois                              | jan.  | fév.  | mars | avril | mai  | juin | jui. | août | sep. | oct.  | nov.  | déc.  | année |
| --------------------------------- | ----- | ----- | ---- | ----- | ---- | ---- | ---- | ---- | ---- | ----- | ----- | ----- | ----- |
| Température minimale moyenne (°C) | −1,8  | −1,7  | 1,3  | 3,7   | 7,9  | 11,3 | 13,2 | 12,8 | 9,8  | 5,7   | 2     | −0,2  | 5,4   |
| Température moyenne (°C)          | 1,1   | 1,9   | 5,6  | 9     | 13,9 | 16,8 | 18,8 | 18,7 | 15   | 10,1  | 5,1   | 2,4   | 9,9   |
| Température maximale moyenne (°C) | 3,9   | 5,4   | 9,9  | 14,2  | 19,7 | 22,1 | 24,5 | 24,6 | 20,1 | 14,6  | 8,1   | 5     | 14,4  |
| Record de froid (°C)              | −30,6 | −30,6 | −24  | −12,4 | −5,1 | 0,6  | 3,7  | 3,4  | −4,4 | −10,9 | −24,6 | −28,8 | −30,6 |
| Record de chaleur (°C)            | 16,7  | 23,1  | 25,9 | 32,5  | 36,1 | 35,7 | 38   | 38,5 | 36,5 | 29    | 23,1  | 17,5  | 38,5  |
| Précipitations (mm)               | 34,1  | 31,4  | 44,9 | 49,3  | 57   | 72,3 | 67,7 | 63,8 | 43,1 | 41,9  | 45    | 43    | 593,5 |

## Université

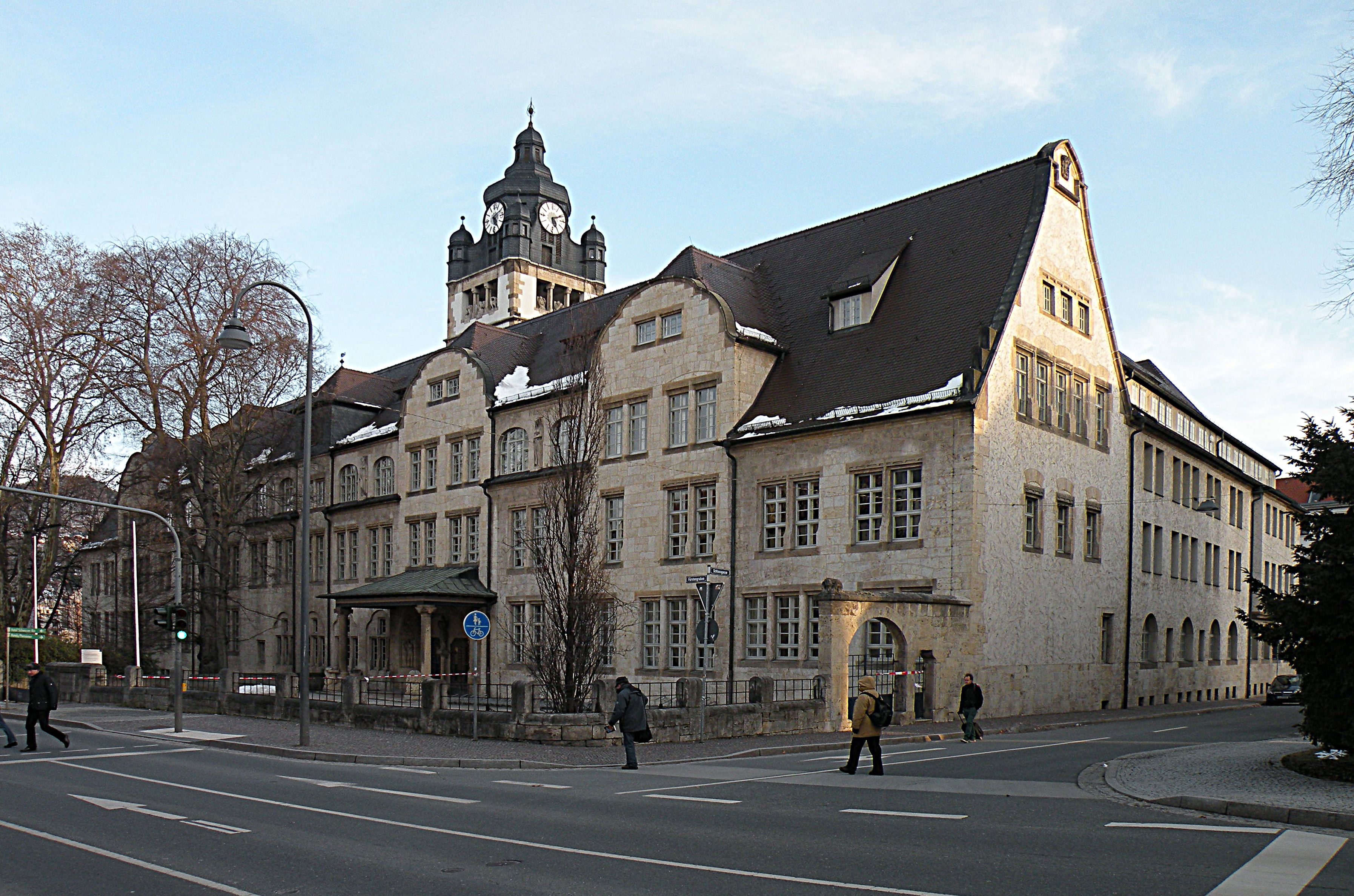
Une Photographie de L'université de Iéna prise par Vitold Muratov.

Iéna est le siège de l'université d'Iéna, qui a pris l'appellation d'université Friedrich Schiller, en mémoire de l'écrivain, qui a habité la ville et y a travaillé comme professeur d'histoire et de philosophie de 1789 à 1799. Karl Marx y a obtenu son doctorat en philosophie en 1841.
En 2009-2010 l'université compte 21 323 étudiants auxquels s'ajoutent les 4 600 étudiants de la Fachhochschule Iéna.

## Industries
L'industrie est bien représentée à Iéna, en particulier dans le domaine de l'optique (Carl Zeiss, Ernst Abbe, SCHOTT JENAer Glas GmbH, Jenoptik), ainsi que dans celui de la chimie (Jenapharm GmbH & Co.KG).

## Transports

### Transport ferroviaire
Iéna dispose dans sa zone urbaine de trois gares ainsi que de deux points d'arrêt et constitue un nœud ferroviaire. C'est ici que se croisent la Saalbahn et la ligne ferroviaire Weimar-Gera.
Tous les trains circulant dans le sens est-ouest passent par la gare de Jena-Göschwitz et la gare de Jena West. Les liaisons dans le sens nord-sud passent par la gare de Jena-Zwätzen, la gare de Jena Saalbahnhof, la gare de Jena Paradies et également la gare de Jena-Göschwitz, où les deux lignes ferroviaires se rejoignent.
Jusqu'en 2001, la gare de Jena Saalbahnhof a été utilisée comme arrêt de grandes lignes de Iéna, avant d'être remplacée par la gare de Jena Paradies. Jena Paradies était desservie toutes les heures par des trains ICE reliant Berlin à Munich via Leipzig et Nuremberg. Depuis l'achèvement des nouvelles lignes Leipzig/Halle-Erfurt et Erfurt-Nuremberg en décembre 2017, ces trains passent par Erfurt et ne passent donc plus par Saalfeld et Iéna.
En trafic régional, Weimar, Erfurt, Göttingen, Gera, Glauchau, Rudolstadt, Saalfeld (Saale), Lichtenfels, Pößneck, Blankenstein, Großheringen, Naumbourg (Saale) ainsi que Bamberg et Nuremberg sont directement accessibles au moyen d'un train express régional.

## Monuments et lieux touristiques
- Le mémorial de Gœthe. Gœthe vécut cinq années à Iéna et disait y trouver la tranquillité nécessaire à la création littéraire.
- La mairie, qui comporte des parties du XIIIe siècle.
- Le jardin botanique d'Iéna, datant du XVIIe siècle et qui doit en partie son aménagement actuel à Goethe.
- Le planétarium Zeiss, construit entre 1924 et 1926, c'est le plus ancien du monde et le plus grand d'Allemagne.
- L'église de la paix, datant du XVIIe siècle, mais qui reçut son nom à la fin de la Seconde Guerre mondiale.
- Le musée de l'Optique retrace 500 ans d'histoire de l'optique. On peut y voir une très importante collection de lunettes, microscopes, télescopes, objectifs et appareils photographiques.

## Jumelages
La ville d'Iéna est jumelée avec :
- Aubervilliers (France) depuis mai 1999 ;
- Berkeley (États-Unis) depuis le 27 juin 1989 ;
- Erlangen (Allemagne) depuis le 19 mars 1987 ;
- Lugoj (Roumanie) depuis 1983 ;
- Porto (Portugal) depuis le 28 novembre 1984 ;
- San Marcos (Nicaragua) depuis 1996.

La ville entretient également des accords de coopération avec :
- Beit Jala (Palestine) depuis 1997 ;
- Canton (Chine) depuis novembre 2007 ;
- Vladimir (Russie) depuis octobre 2008.

## Personnages célèbres
- John B. Goodenough, physicien et professeur
- Ernst Abbe
- August Batsch, botaniste
- Hans Berger, neurologue
- Alfred Edmund Brehm, zoologue et écrivain
- Georg Buschner, footballeur et entraîneur
- Robert Enke, footballeur
- Walter Eucken, économiste
- Johann Gottlieb Fichte, philosophe
- Gottlob Frege, mathématicien, logicien et philosophe
- Johann Wolfgang von Goethe
- Otto Günsche, militaire nazi
- Ernst Haeckel, biologiste et philosophe
- Johann Friedrich Herbart, philosophe
- Friedrich Hölderlin, poète
- Hans Kniep, botaniste
- Bernhard de Lippe-Biesterfeld, prince des Pays-Bas
- Ernst Martin, philologue
- Curt Nimuendajú, ethnologue
- Emily Ruete, princesse de Zanzibar.
- Friedrich Schiller
- Bernd Schneider, footballeur
- Olivia Vieweg, autrice de bandes dessinées
- Carl Zeiss, ingénieur et entrepreneur

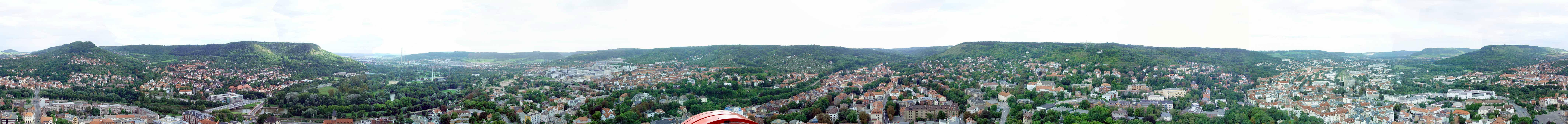
Iéna - vue panoramique à 360°.

## Sport
- basket-ball : Science City Iéna
- football : FC Carl Zeiss Iéna